# Palazzo dell'Armeria
Il Palazzo dell'Armeria (in russo Оружейная палата?, Oružejnaja palata) è un edificio di Mosca all'interno del quale è ospitato uno dei più famosi musei di Arti applicate di tutta la Russia. È ubicato all'interno del Cremlino, la parte più antica della città. L'edificio, attualmente adibito a sede espositiva, risale al 1581. Nei due piani del palazzo è possibile ammirare, tra le varie cose, anche armi storiche, gioielli, insegne reali e pezzi esclusivi di artigianato in oro e argento, risalenti all'arco di tempo incluso tra i secoli XIII e XIX. All'interno dello stesso edificio è ospitata la mostra permanente del Fondo dei Diamanti, dove sono esposti pezzi particolarmente pregiati di gioielleria artigianale, reliquie degli zar e rare gemme preziose.
Il Palazzo dell'Armeria è situato nella parte sudoccidentale del Cremlino, vicino all'ingresso che attraversa la Torre Borovickaja. Attualmente può essere visitato sia da gruppi organizzati che da singoli visitatori. Nel complesso, includendo anche il Fondo dei Diamanti, il Palazzo dell'Armeria conta più di 4.000 pezzi in esposizione.

## Storia e descrizione
Inizialmente, l'Armeria ha origine da una grande quantità di officine situate all'interno del Cremlino, all'interno delle quali venivano fabbricate le armi destinate alla corte degli zar russi: in particolare venivano prodotte lame, armi da fuoco ed equipaggiamenti ausiliari, come scudi, armature, elmi e cotte di maglia. L'Arsenale del Cremlino venne fondato per gradi tra il XV secolo e l'inizio del XVI, e risulta citato per la prima volta in documento scritto nel 1547, quando un incendio distrusse la gran parte del suo contenuto.
Durante il XVII secolo, sotto il regno del primo zar della dinastia Romanov, il complesso dell'arsenale del Cremlino comprendeva molte più attività di quelle ospitate nel secolo precedente. Lavoravano qui artisti specializzati nell'artigianato del ferro, dell'argento e dell'oro, insieme a gioiellieri e pittori di icone, venuti da diverse parti dell'Impero russo e da altri paesi europei. Si trattava dunque non solo di armi ed accessori da guerra, ma anche di oggetti di rappresentanza e di uso quotidiano. I prodotti manifatturieri erano concepiti artisticamente - utilizzando molte varietà di pietre e metalli preziosi - in modo tale da trasmettere gli antichi fasti e grandiosità della corte degli zar.

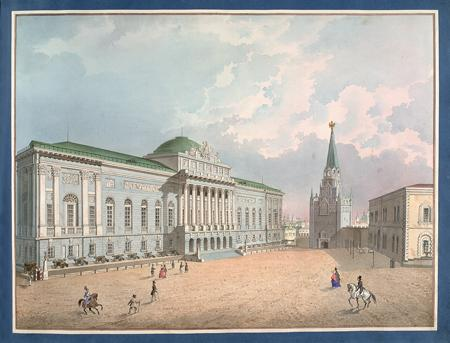
L'aspetto dell'antico edificio dell'Armeria nel 1852, con la Torre Troickaja sullo sfondo.

La trasformazione da originale officina di corte - con la raccolta nel corso dei secoli di una significativa collezione di opere di arte applicata - ebbe inizio nei primi anni del XVIII secolo, quando la corte dello zar venne trasferita dal Cremlino di Mosca nella nuova capitale imperiale, San Pietroburgo, durante il regno di Pietro il Grande. Da allora, anche la fabbricazione di oggetti di culto o di uso quotidiano si trasferì con la corte, mentre si era deciso che i manufatti storici prodotti a Mosca sarebbero dovuti rimanere in città per poter essere ammirati dal pubblico. Così, durante il regno di Alessandro I venne costruito un edificio indipendente - sempre all'interno del recinto del Cremlino - destinato ad ospitare l'esposizione dei prodotti dell'arsenale. Tale edificio, progettato con elementi classici, si presentava con una serie di colonne nel portale di ingresso e sovrastato da una cupola; venne eseguito tra il 1806 ed il 1812 dall'architetto Iwan Jegotow, responsabile, tra l'altro, della sistemazione del Parco Tsaritsino. Si ergeva in prossimità della Tróitskaya (Torre della Trinità), nel luogo dove attualmente si trova il Palazzo di Stato del Cremlino.
In breve, questo edificio museale si dimostrò troppo piccolo per sopperire al crescente spoglio dell'arsenale. Così, tre decenni dopo, già durante il regno dello zar Nicola I, fu decisa la costruzione di un nuovo edificio per l'esposizione dell'arsenale. La progettazione di questo venne affidata a Konstantin Thon. Più o meno in contemporanea, fu commissionata a Thon anche la costruzione di una nuova residenza per gli zar, sempre all'interno del Cremlino di Mosca. Per tale edificio venne messa a disposizione un'ampia porzione di terreno in prossimità della Porta Borowizki, sul declivio del monte del Cremlino verso la Moscova. Il Gran Palazzo del Cremlino, che inglobò gli altri palazzi preesistenti formando un nuovo complesso palatino, fu costruito da Thon tra il 1838 ed il 1849, mentre il nuovo Palazzo dell'Armeria venne realizzato tra il 1844 ed il 1849.

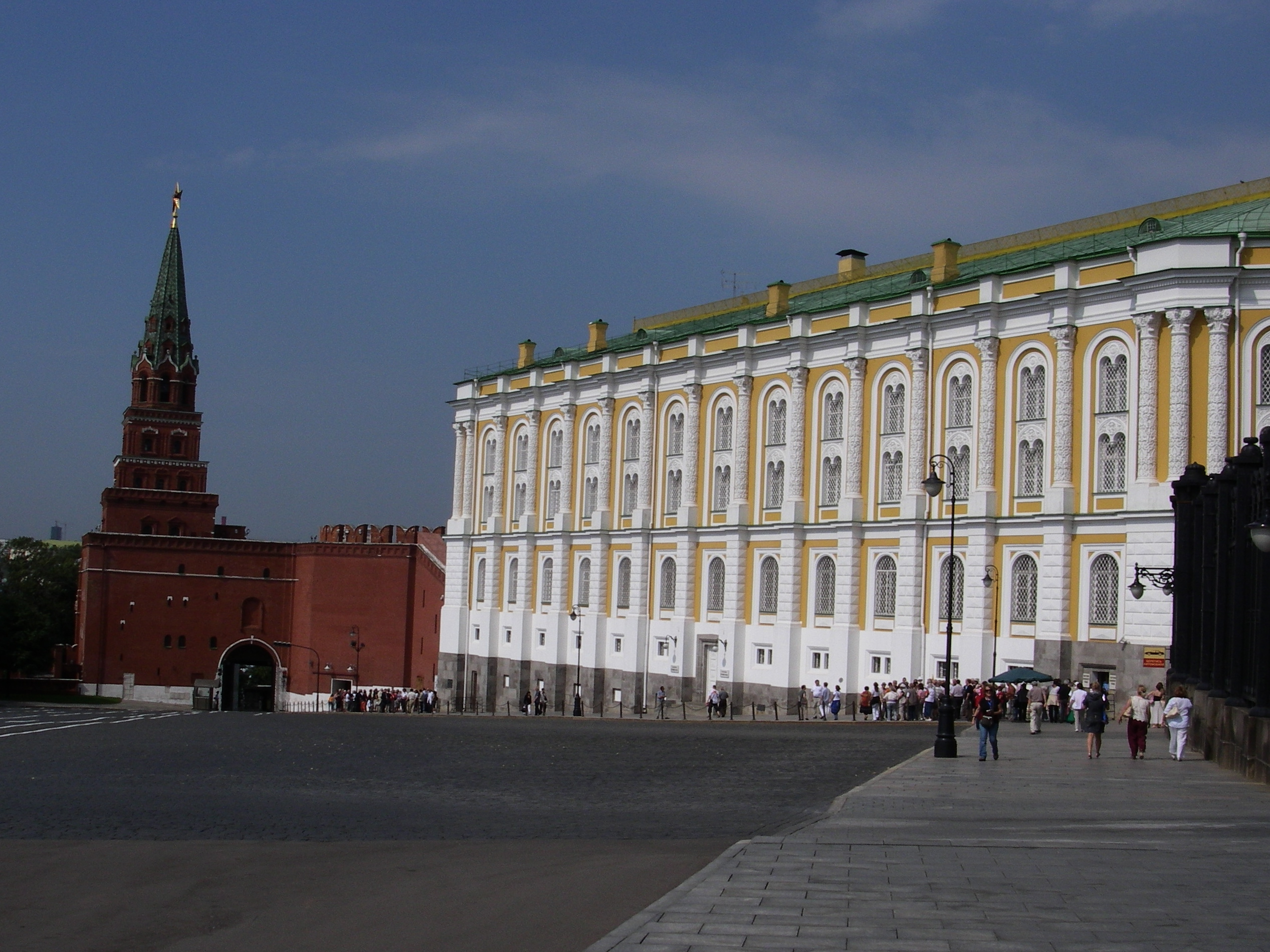
Facciata del Palazzo dell'Armeria

Stilisticamente, Thon concepì entrambi gli edifici in forma analoga in accordo con l'austero stile neoclassico degli edifici amministrativi di rappresentanza, con facciate composte da equilibrate sequenze di finestre con inserti ornamentali e dettagli decorativi poco invasivi. Gli spazi interni vennero splendidamente concepiti in accordo con il profilo del palazzo; le sale da cerimonia, al secondo piano, dove attualmente è ospitata la maggior parte dell'esposizione, è caratterizzata da alte volte su colonne - di vari colori a seconda della sala di competenza - e dalle decorazioni delle pareti con medaglioni marmorei rappresentanti principi e zar (eseguiti durante gli anni Settanta del Settecento dallo scultore Fedot Ivanovič Šubin.
Dopo l'apertura del nuovo Palazzo dell'Arsenale, nel 1851, l'antico edificio del museo, datato 1812, assunse funzione militare per alcuni decenni. Alla fine degli anni Cinquanta del Novecento venne infine demolito per fare spazio al costruendo Palazzo di Stato del Cremlino (originariamente noto come Palazzo dei Congressi del Cremlino).
In seguito alla Rivoluzione d'ottobre del 1917, il controllo dell'arsenale, come di tutte le altre istituzioni pubbliche, passò sotto la gestione bolscevica. Il museo venne chiuso per alcuni anni, ma, nel 1924, riaprì le proprie porte come "Museo di Arte Applicata". Tra gli elementi storici della sua collezione si contavano le opere di gioiellieri e maestri del ferro, insieme ad una grande quantità di opere trasferite da diverse chiese e palazzi del Cremlino. Il museo venne nuovamente chiuso durante la Seconda guerra mondiale, dopo che la maggior parte della collezione era stata trasferita sui monti Urali, temendo una possibile conquista di Mosca da parte della Wehrmacht nazista. Alla metà degli anni Cinquanta del Novecento il museo fu riaperto con la ripristinata denominazione storica di "Armeria di Stato".

## L'esposizione
L'entrata principale del Palazzo dell'Armeria conduce al piano inferiore, dove si incontrano il guardaroba, i negozi di souvenir e le biglietterie. L'esposizione prosegue tramite una scala che riporta al livello superiore, occupato dal Fondo dei Diamanti. Un'altra scala conduce i visitatori all'atrio del primo piano. Le visite guidate cominciano, generalmente, con le sale d'esposizione del secondo livello. Il percorso attraversa, partendo dall'atrio del primo piano, una scala da cerimonia protetta da corrimano in marmo.

### Il secondo piano

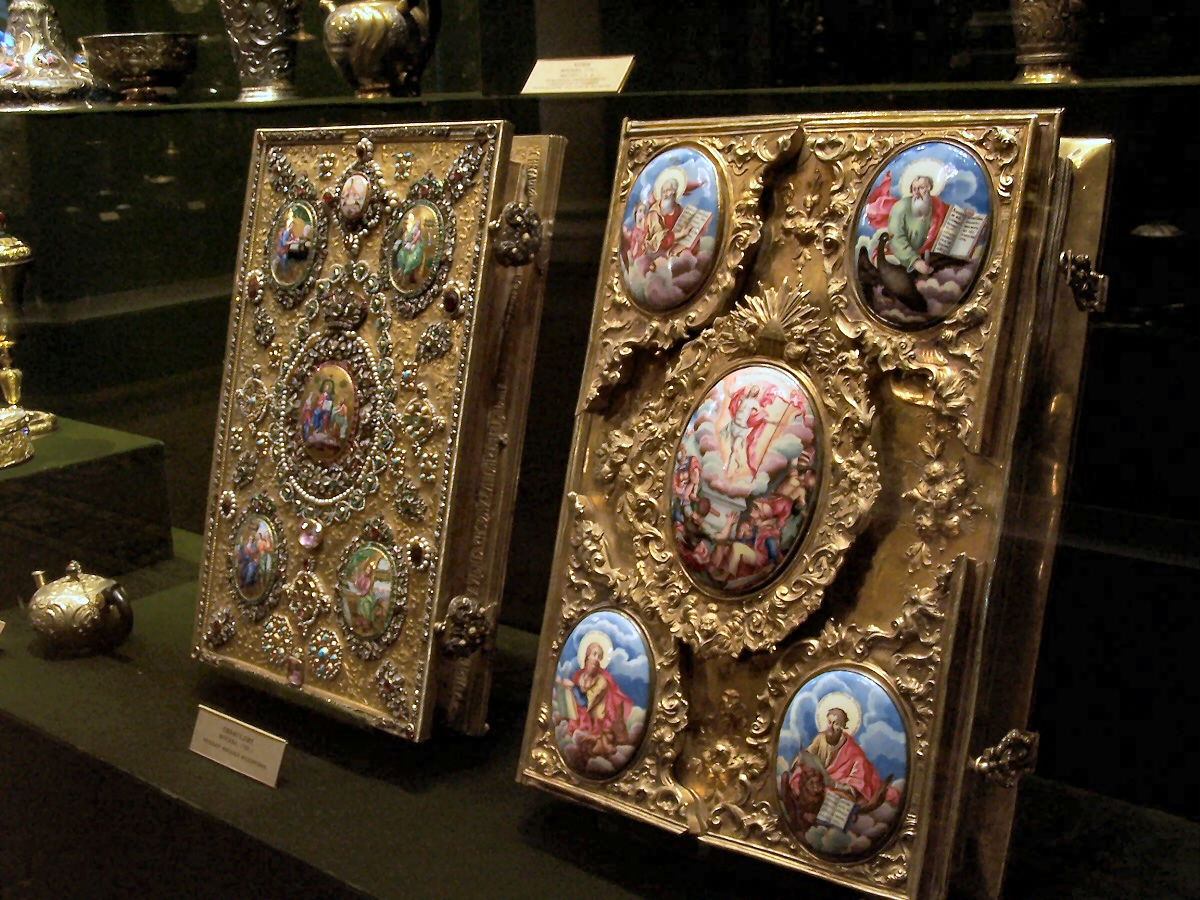
Libri in esposizione al secondo piano del Palazzo dell'Armeria.

Gli spazi espositivi del secondo piano del Palazzo dell'Armeria si sviluppano per un totale di cinque sale. Gli elementi di maggior spicco che si possono incontrare attraverso queste sale sono le armi storiche, gli oggetti in materiali preziosi di uso quotidiano ed i paramenti ecclesiastici, appartenenti anticamente alla corte dello zar o ad antichi edifici del Cremlino. A partire dal disimpegno della prima scala si accede alla prima stanza, dove sono esposti numerosi tesori ecclesiastici ed oggetti in ferro battuto databili tra l'XI ed il XVII secolo. Tra gli oggetti più antichi messi in esposizione al Palazzo dell'Armeria si incontra un'icona bizantina su San Demetrio di Tessalonica, risalente all'XI secolo, che apparteneva già dal XIV secolo al Gran Principe Demetrio di Russia. Risale al XII secolo un calice proveniente dalla Cattedrale della Trasfigurazione di Pereslavl'-Zalesskij. 
Gran parte dei pezzi esposti nel primo salone proviene dalle chiese del Cremlino: dall'antica sagrestia della Cattedrale della Dormizione provengono, ad esempio, una copia manoscritta del Vangelo con inserti argentei, datata 1499 e appartenente in origine a Ivan III di Russia, ed una custodia per icone del XVI secolo, in oro e pietre preziose. 
Dalla vecchia Cattedrale dell'Arcangelo Michele, derivano invece, tra le varie, una collezione di utensili in oro, donata alla chiesa alla fine del XVI secolo da Irene Godunova, vedova dello zar Fëdor I, e oggetti dal reliquiario di Tsarevich Dmitri Iwanowitsch, figlio dello zar Ivan il Terribile, databili intorno al 1630.

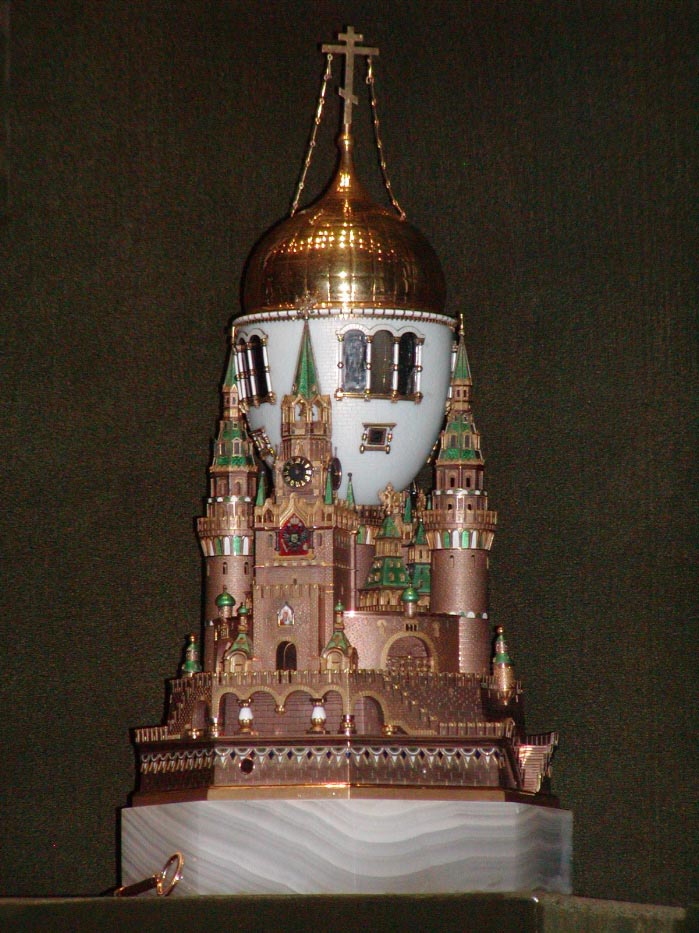
Uovo del Cremlino, una delle Uova Fabergé, che rappresenta il Cremlino.

Nella seconda sala sono ospitati numerosi tesori della Chiesa risalenti ad epoche posteriori (dal XVII al XX secolo), insieme ad oggetti d'artigianato in oro e argento risalenti al XVII secolo e provenienti da tutta la Russia. Sono inclusi, ad esempio, una collezione di oggetti provenienti dalla sacrestia del Monastero della Trinità di San Sergio, una copia del Vangelo con copertina in oro tempestata di pietre preziose, proveniente dal Monastero di Čudov (distrutto nel 1929), una varietà di oggetti recuperati dalle chiese di diverse città russe (come, ad esempio, Jaroslavl' e Kostroma) o le collezioni uniche di oggetti della seconda metà del XVIII secolo e del XIX. A tutto ciò si aggiungono anche porcellane risalenti al XVII secolo, provenienti da Sol'vyčegodsk. Anche nella seconda sala sono esposti oggetti prodotti dai mastri gioiellieri dello zar, tra cui diverse uova di Pasqua appositamente create da Peter Carl Fabergé, tra la fine dell'Ottocento e l'inizio del Novecento.
Il fulcro tematico delle sale tre e quattro situate allo stesso livello è costituito dalle armi storiche e dall'equipaggiamento militare, principalmente quello destinato alle cerimonie ed ai colloqui dello zar con gli altri monarchi. Nella terza sala si può vedere un cavaliere ricostruito in dimensioni reali con armatura da parata. Una grande porzione dei pezzi esposti tratta armi da fuoco, lame e armature sottratte ad eserciti europei (tra cui spiccano gli effetti personali di re Carlo XII di Svezia, catturato durante la Campagna di Poltava) ed orientali. Nella quarta sala sono esposti oggetti provenienti dai principati russi e databili tra il XIII ed il XVI secolo: armature da cerimonia, elmi, scusi e cotte di maglia.
La quinta ed ultima sala d'esposizione del secondo piano è dedicata interamente agli oggetti di arte applicata, donati, nel corso dei secoli, come offerte dai governanti stranieri alla corte degli zar russi. Occupano un ruolo importante le posate e la coltelleria in metalli preziosi: sono presenti, tra i vari, ciotole d'argento prodotte a Norimberga tra il XVI ed il XVII secolo, un servizio di porcellana, chiamato Olympia, prodotto nella Manufacture royale de porcelaine de Sèvres (donato da Napoleone Bonaparte ad Alessandro I, nel 1807, in occasione della stipula della Pace di Tilsit), oggetti di lusso di uso quotidiano e gioielli provenienti da Francia, Inghilterra, Danimarca, Svezia ed altri paesi europei, insieme ad una collezione di pezzi d'argento prodotti ad Augusta durante il XVII ed il XVIII secolo.

### Il primo piano

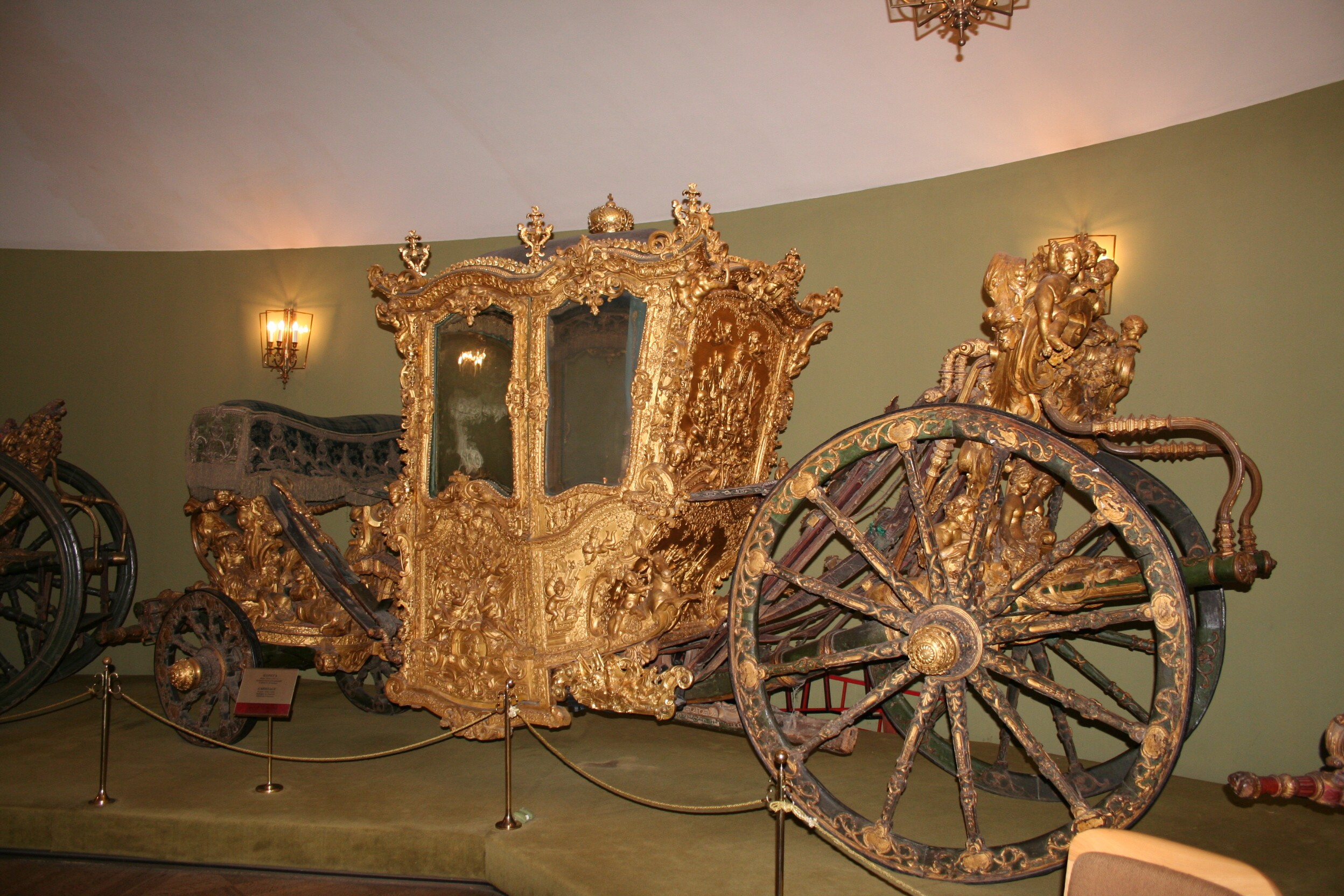
Cocchio storico.

L'area espositiva del primo piano è disposta su quattro sale. La prima di queste può essere raggiunta attraverso una scala che giunge dall'atrio di entrata. Qui si incontrano le prime opere a ricamo delle manifatture russe, tra cui spiccano alcuni costumi da parata destinati a vestire principi, zar, imperatori e capi ecclesiastici russi. Si possono infatti vedere, ad esempio, mitre e vesti dei patriarchi (sakkos), conservati inizialmente nella sagrestia del Palazzo dei Patriarchi - già solamente il Patriarca Nikon possedette circa un centinaio di questi vestiti durante il suo patriarcato. 
La grande vetrina posta nel mezzo della sala mostra elementi del vestiario di rappresentanza pertinente agli imperatori russi risalenti al XVIII secolo: tra questi, si contano anche gli abiti di rappresentanza delle zarine Anna di Russia, Elisabetta di Russia e Caterina la Grande indossati durante le rispettive cerimonie di incoronazione.

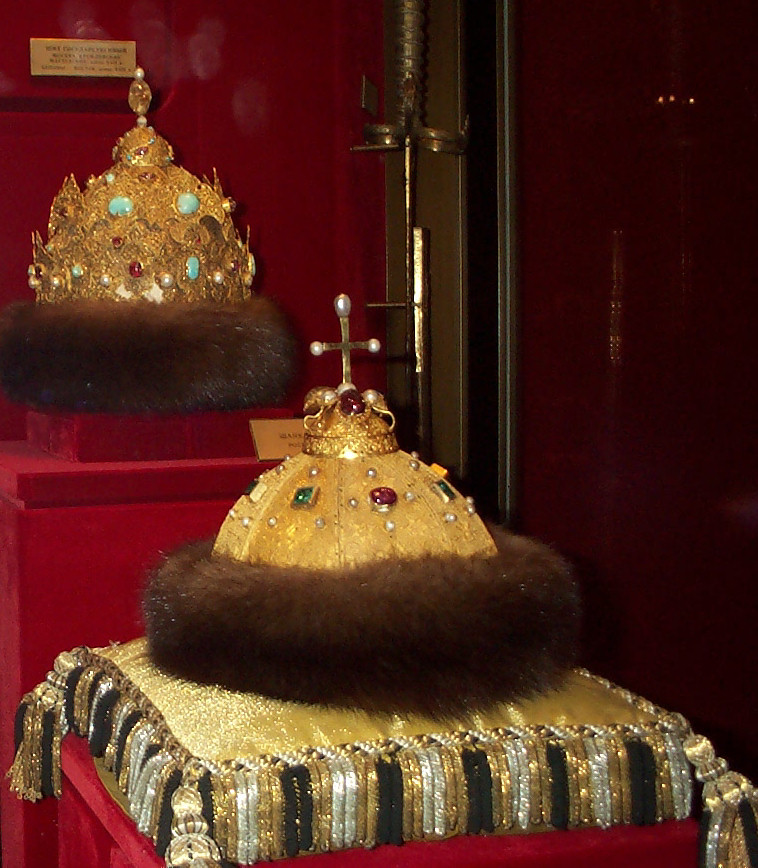
Corona di Vladimir II il Monomaco.

Alcuni degli oggetti più famosi esposti al Palazzo dell'Armeria sono contenuti nella seconda sala del primo piano: qui si trovano le insegne regali esibite alla corte degli zar, numerose delle quali utilizzate anche durante le cerimonie di incoronazione. Uno di questi oggetti è detto la Corona di Monomaco, risalente al XIV secolo - fatta di oro, pietre preziose e pelliccia di zibellino - utilizzara da tutti gli zar russi fino a Pietro il Grande. Inoltre, sono esposti diversi troni originali dei monarchi russi, incluso quello di Ivan il Terribile, creato nel XIV secolo in pannelli d'avorio, e un trono doppio, destinato agli allora Zarevic Ivan V e Pietro.
Segue una piccola sala, dove gli oggetti in esposizione sono principalmente costituiti da equipaggiamenti per cavalli e cavalieri prodotti nelle officine di corte.
Si giunge infine alla sala degli equipaggiamenti, dove si incontrano più di una dozzina di antiche carrozze originali degli zar, databili ai secoli XVII e XVIII. Segue una serie di cocchi da parata russi appartenuti alle zarine Anna, Elisabetta e Caterina II (incluso un cocchio-slitta invernale), oltre a una carrozza da sfilata prodotta in Inghilterra e offerta da re Giacomo I Stuart allo zar Boris Godunov nel 1603.

### Il Fondo dei diamanti

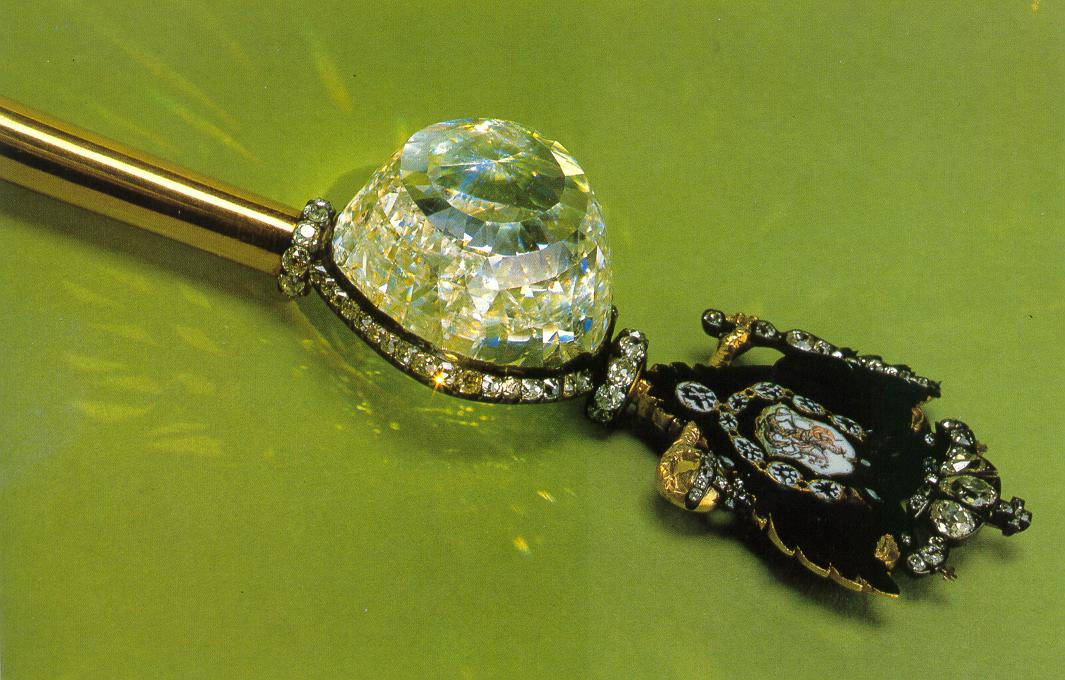
Diamante Orloff

Nel 1967, venne istituita all'interno del Palazzo dell'Armeria un'esposizione permanente tratta dalla collezione definita Fondo dei Diamanti (in russo Алмазный фонд?). Il fondo è di dipendenza del Gochran, un'autorità sovietica istituita nel 1922 con il fine di prendere ed immagazzinare gemme di particolare valore, lingotti di metalli preziosi, gioie ed altri tesori anticamente appartenenti alla corte degli zar ed alla nobiltà russa. All'interno della collezione del Fondo dei Diamanti si contano, principalmente, tesori ricavati dalle confische agli zar. Attualmente, il Fondo è alle dipendenze del Ministero delle finanze. Lo spazio espositivo dedicato al fondo all'interno del Palazzo dell'Armeria è localizzato al piano superiore dell'edificio. Per poter visitare questa esposizione è necessario acquistare un biglietto supplementare.

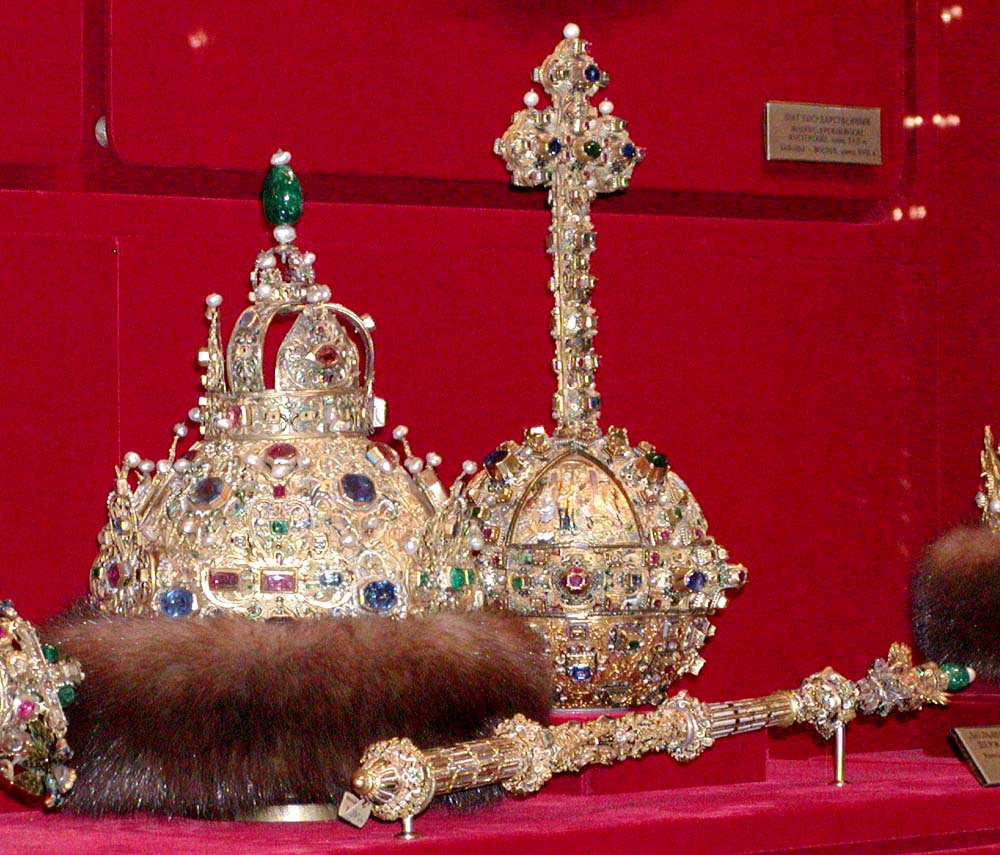
Regalia imperiali della Russia.

Come suggerisce il nome, molti dei pezzi esposti sono diamanti lavorati o prodotti da questi derivati. Si trovano inoltre i regalia degli zar, utilizzati ufficialmente fino al crollo dell'Impero russo, tra i quali spiccano una corona coperta di diamanti, datata 1762 ed uno scettro risalente agli anni Settanta del Settecento, all'interno del quale è incastonato il Diamante Orlov da 189,6 carati. È presente inoltre un'altra pietra unica, da 88,7 carati, il Diamante Scià: tale gemma, appartenente durante il XVIII secolo allo Scià di Persia ed offerto a Nicola I nel 1829. Lo Scià intendeva in tal modo rimediare all'assassinio, avvenuto a Teheran, dell'ambasciatore russo e compositore Aleksandr Sergeevič Griboedov. Fanno parte della collezione del Fondo dei Diamanti anche alcuni esemplari di diamanti particolarmente grandi - alcuni superiori anche ai 300 carati - scoperti nella repubblica siberiana orientale della Sacha-Jacuzia.
Tra i pezzi più significativi del Fondo dei Diamanti, si possono anche citare le gioie appartenenti alla corte degli zar - numerose delle quali sono decorati con grandi diamante ed altre pietre preziose e rare - oltre ad una collezione di pepite raccolte in Russia, tra le quali spiccano una in oro trovata nel 1842 sui Monti Urali, dal peso di 36 kg, altre pepite d'oro ritrovate in Siberia ed una pepita di platino, estremamente rara, del peso di 8 kg.